# Neoptera

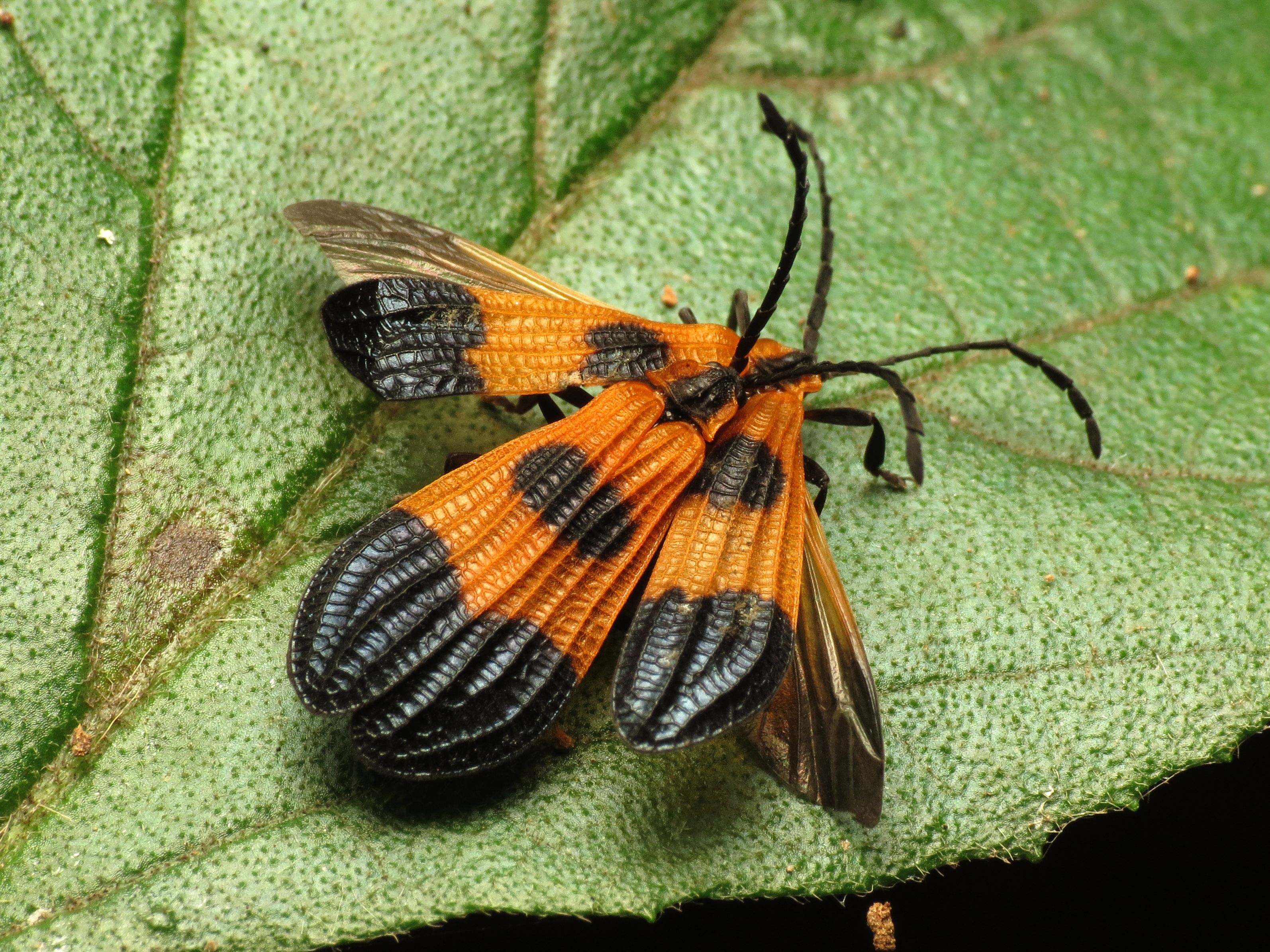
Exemplo de Neoptera com as asas abertas.

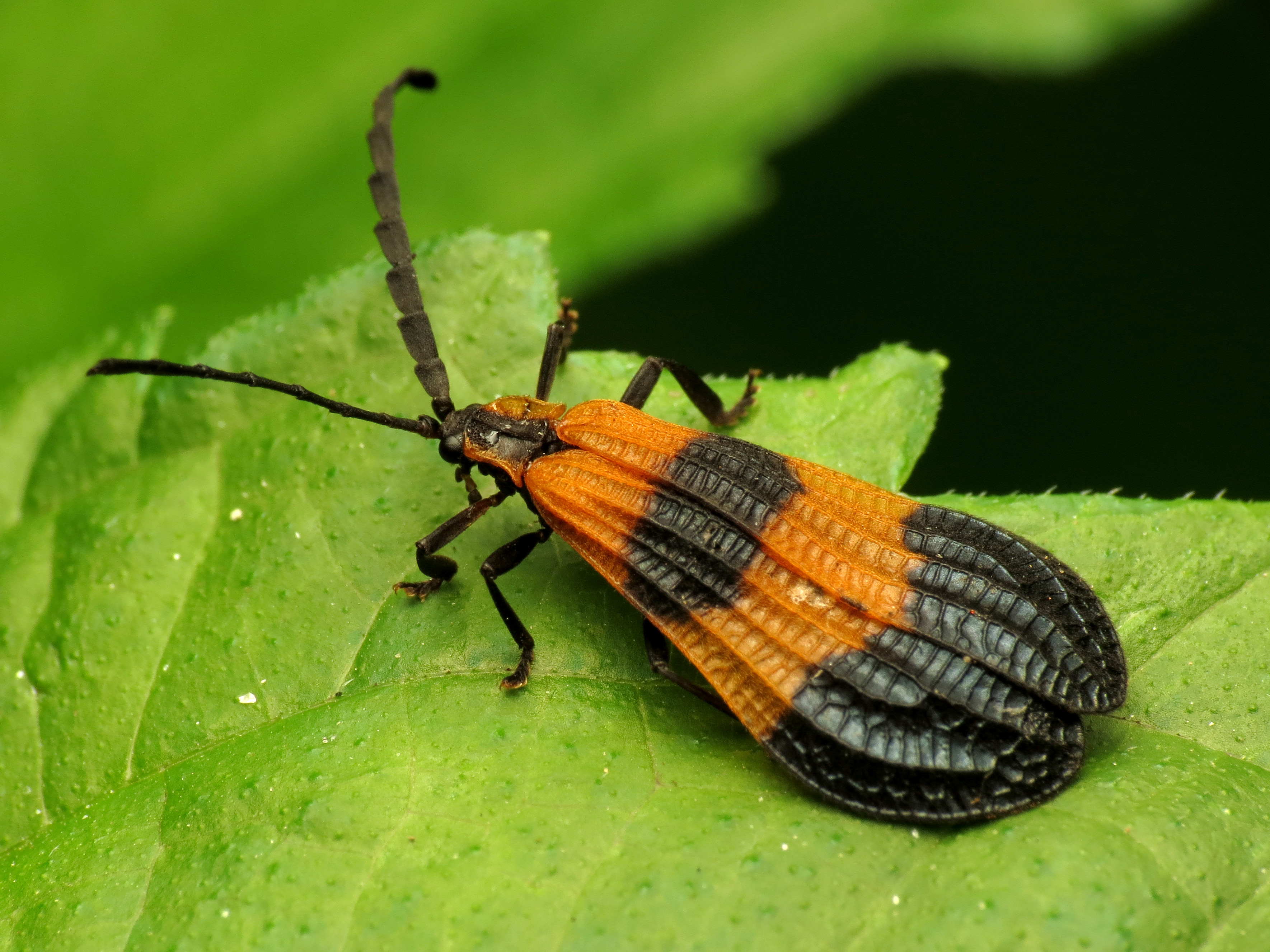
Exemplo de Neoptera com as asas dobradas sobre o dorso.

O grupo Neoptera (Neo "Novo" + Ptera "Asas" = Asas Novas/Modernas) é uma infra-classe de insetos que inclui as baratas, as térmitas, os lepidópteros, entre outros.
A sinapomorfia, principal novidade evolutiva, do grupo é a capacidade de dobrar suas asas sobre o tórax e o abdômen. Nesse grupo também há um padrão de venação reduzido.  As asas dianteiras e posteriores podem ser do mesmo tamanho. Há vários tipos de peças bucais neste grupo: mastigadoras, sugadoras etc.

## Filogenia
Os Neoptera são divididos em três principais superodens:
- Polyneoptera (que possui 10 ordens), com animais como por exemplo:
  - Grilo;
  - Gafanhoto;
  - Louva-deus;
  - Bicho-pau;
  - Barata;
  - Cupim
- Paraneoptera/Acercaria (que possui 3 ordens), com animais como por exemplo:
  - Piolho;
  - Percevejo;
  - Cigarra;
  - Pulgão;
  - Barbeiro
- Holometabola/Endopterygota (que possui 11 ordens), com animais como por exemplo:
  - Mosca;
  - Borboleta;
  - Abelha;
  - Besouros;
  - Formiga;
  - Mariposa;
  - Pernilongo.

Dentro dos Neoptera há dois tipos de metamorfose: Metamorfose Incompleta (Polyneoptera e Paraneoptera) e Metamorfose Completa (Holometabola).
O cladograma a seguir foi adaptado de uma proposta de Brusca et al. (2018), e mostra a relação evolutiva entre os Neoptera (por quais grupos são formados).

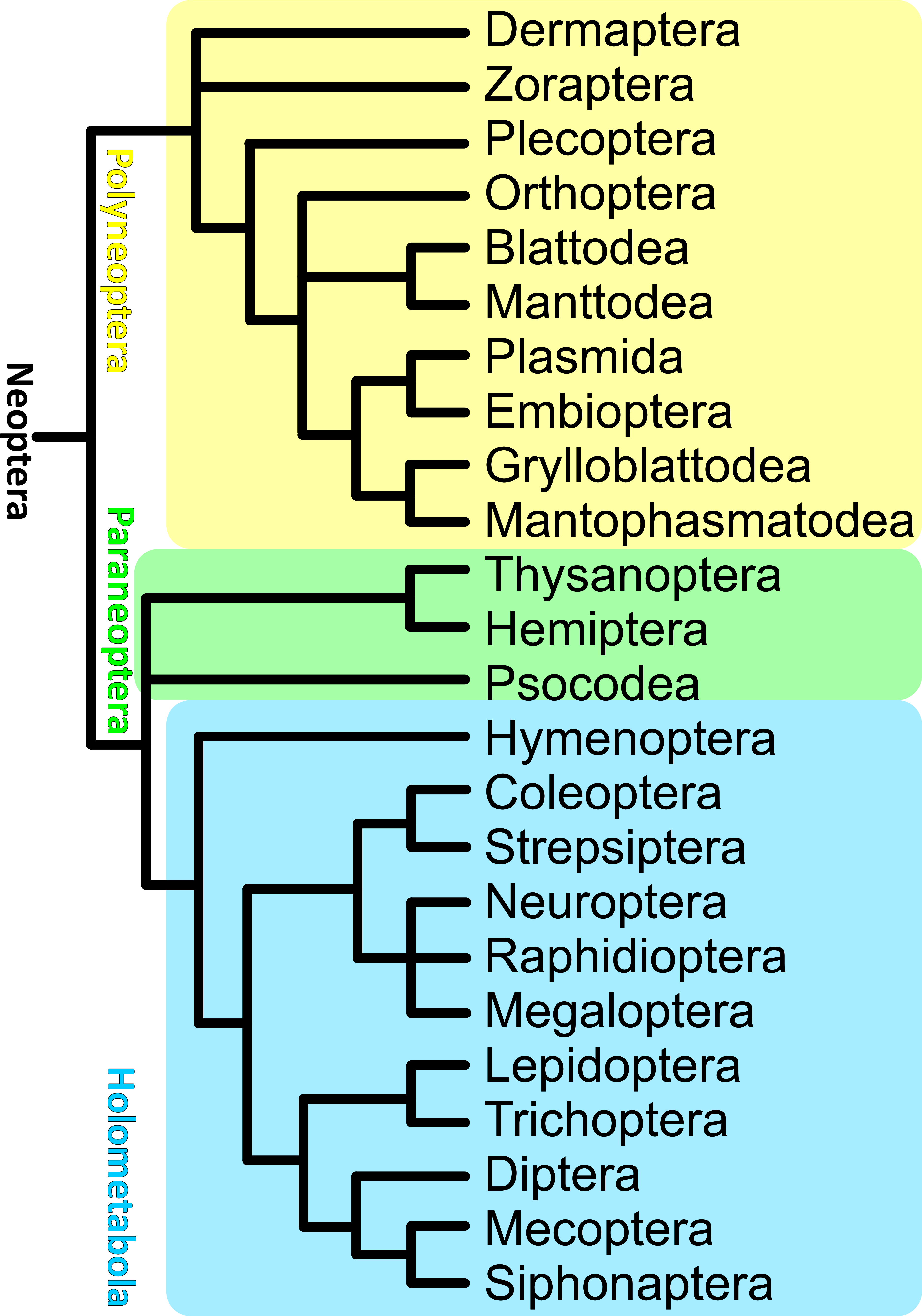
Proposta filogenética de Neoptera adaptado de Brusca 3ª Ed.

## Novidades evolutivas do Grupo

Ciclo de vida de um Diptera

Quase todos os Neoptera compartilham a característica que permite dobrar as asas sobre o corpo (alguns desses indivíduos não possuem esses apêndices - perderam em algum momento no seu ciclo de vida ou história evolutiva), e isso foi uma característica significativa para a vida desses animais. Esse mecanismo propiciou aos animais a terem a capacidade de protegerem suas asas quando estão em solo, "recolhendo-as", podendo evitar eventuais danos. Permitiu também uma maior facilidade na fuga de predadores, uma vez que a sua área de exposição era menor. Com as asas recolhidas, esses animais agora podiam se esconder mais facilmente em ambientes menores, como por exemplo cascas de árvores, pequenos túneis, embaixo de pedras, etc.
O grupo Holometabola por sua vez, desenvolveu uma característica que pode ter sido crucial para o seu grande sucesso, estando presentes em basicamente todos os ambientes terrestres, a metamorfose completa (ou desenvolvimento indireto). Essa característica faz com que o animal sofra mudanças drásticas durante a sua vida, passando pelas fases de ovo, ao menos uma fase de larva (podendo ser mais de acordo com a espécie), pupa e adulto. Esse fenômeno permite uma distribuição maior da mesma espécie em diferentes nichos ecológicos, diminuindo a competição intraespecífica. Brusca et al. (2018) afirma que há 10x mais insetos holometábolos do que os outros, justamente devido à metamorfose completa.
O grupo Paraneoptera ("Quase Novas Asas") tem como principal característica a ausência de cercos, estruturas posicionadas na extremidade abdominal anal que podem servir para defesa e fins reprodutivos.
Nos Polyneoptera, as características interessantes são as especializações de escleritos da base das asas, como uma placa humeral quase completamente membranosa na superfície dorsal, presença de tégminas e euplântula.